# Hawker 400
El Hawker 400 és un avió menut corporatiu bimotor dissenyat per la companyia estatunidenca Beech Aircraft Company, ara part de Hawker Beechcraft.

## Disseny i desenvolupament
L'avió es va dissenyar originàriament com el Mitsubishi MU-300 Diamond un desenvolupament completament nou per a complementar la veta immediatament superior al Mitsubishi MU-2 i posicionar a Mitsubishi Heavy Industries amb un model corporatiu punter. L'aparell va realitzar el seu primer vol el 29 d'agost de 1978. És un avió menut bimotor d'ales baixes i construcció totalment metàl·lica, pilotat per dos pilots i amb acomodament per a vuit passatgers en la seua cabina pressuritzada. Els seus dos motors de reacció turboventilador Pratt & Whitney Canada JT15D estan muntats en la part posterior del fuselatge.
Beechcraft comprà els drets de producció i va començar a fabricar-lo com a model propi, inicialment denominat Beechjet 400. El Beechjet 400 obtingué la certificació de l'Administració Federal d'Aviació al maig de 1985.
Raytheon/Beechcraft van desenvolupar les seues pròpies millores en el model derivant-se en el 400A en 1990. Les millores incloïen major rang, major capacitat de pes a l'enlairament i majors luxes en la cabina. També s'oferia una cabina de cristall informatitzada en comptes dels instruments de vol tradicionals. Beechcraft va desenvolupar una versió per a la Força Aèria dels Estats Units coneguda com a T-1A Jayhawk, utilitzada com a entrenador per a tripulacions de grans aeronaus (tals com avions cisternes o transports estratègics). Entre 1992 i 1997 es van lliurar un total de 180 T-1. Altra variant d'entrenament militar és la T-400 de la Força Aèria d'Autodefensa del Japó, que comparteix certificació amb la T-1A.
L'any 1993 Raytheon va adquirir la línia de producció de jets Hawker de l'empresa British Aerospace. En aquest moment el Beechjet 400 va passar a denominar-se Hawker 4000 per a adaptar-lo a la línia de productor de Hawker. El Hawker 400XP incorpora millores en aerodinàmica, mecànica i interiors adoptades del Hawker 800XP.
A l'octubre de 2008, Hawker Beechcraft va anunciar actualitzacions del seu disseny resultant en un nou model amb designació Hawker 450XP. Aquestes actualitzacions inclouen nous motors (Pratt & Whitney PW535D), nova aviònica i sistema de gestió de cabina així com una actualització dels interiors.

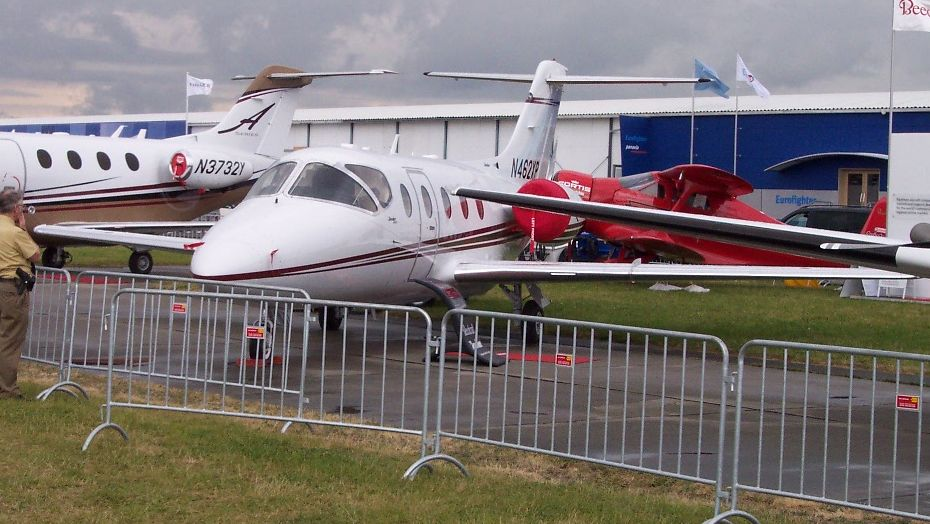
Hawker 400XP en l'ILA de 2006.

## Especificacions (Beechjet 400A)
Dades obtingudes de Brassey's World Aircraft & Systems Directory 1999/2000:
Característiques generals
- Tripulació: 2 pilots
- Passatgers: 7—9
- Llargada: 14,76 m
- Longitud: 13,26 m
- Altura: 4,24 m
- Àrea alar: 22,43 m²
- Pes en buit: 4.558 kg
- Càrrega útil: 2.653 kg
- Pes màxim a l'enlairament: 7.303 kg

Planta motriu
- Motor: 2 x turboventilador Pratt & Whitney Canada JT15D-5
- Empenta del motor: 12,9 kN

Rendiment
- Velocitat màxima: 468 nusos (866 km/h)
- Velocitat de creuer: 443 nusos (820 km/h) a 7.000 m d'altitud
- Velocitat mínima de vol: 92 nusos (171 km/h) amb flaps al màxim
- Abast: 1.693 milles nàutiques (3.135 km)
- Altitud màxima: 45.000 peus (13.700 m)
- Taxa d'ascens: 19,2 m/s